# 保加利亚共产党
保加利亚共产党，简称保共（БКП），是保加利亚的一个已不存在的共产主义政党，是过去的保加利亚人民共和国的执政党。

## 历史
1891年，保加利亚社会民主党成立。1894年，保加利亚社会民主党与保加利亚社会民主联盟合并为保加利亚社会民主工党。1903年，保加利亚社会民主工党分裂为保加利亚社会民主工党（广泛派社会主义者）和保加利亚社会民主工党（紧密派社会主义者）。1919年5月28日，保加利亚社会民主工党（紧密派社会主义者）改组为保加利亚共产党（紧密派社会主义者）。1923年9月，发动九月起义失败。1927年2月，保加利亚共产党（紧密派社会主义者）建立合法组织“工人党”。1938年，保加利亚共产党（紧密派社会主义者）与工人党合并为保加利亚工人党。1944年9月9日，成功发动“九九起义”，推翻亲纳粹德国政权；同月底，改名为保加利亚工人党（共产党人）。1946年11月23日，该党领导人格奥尔基·季米特洛夫出任保加利亚人民共和国部长会议主席，该党正式成为保加利亚执政党。1948年，保加利亚社会民主工党（广泛派社会主义者）并入保加利亚工人党（共产党人）；同年12月，改名为保加利亚共产党。1990年1月30日—2月2日，召开“保加利亚共产党第十四次特别代表大会”，正式放弃一党制。1990年4月3日，改组为保加利亚社会党。

## 歷任领袖
保加利亞共產黨的歷任领袖如下:

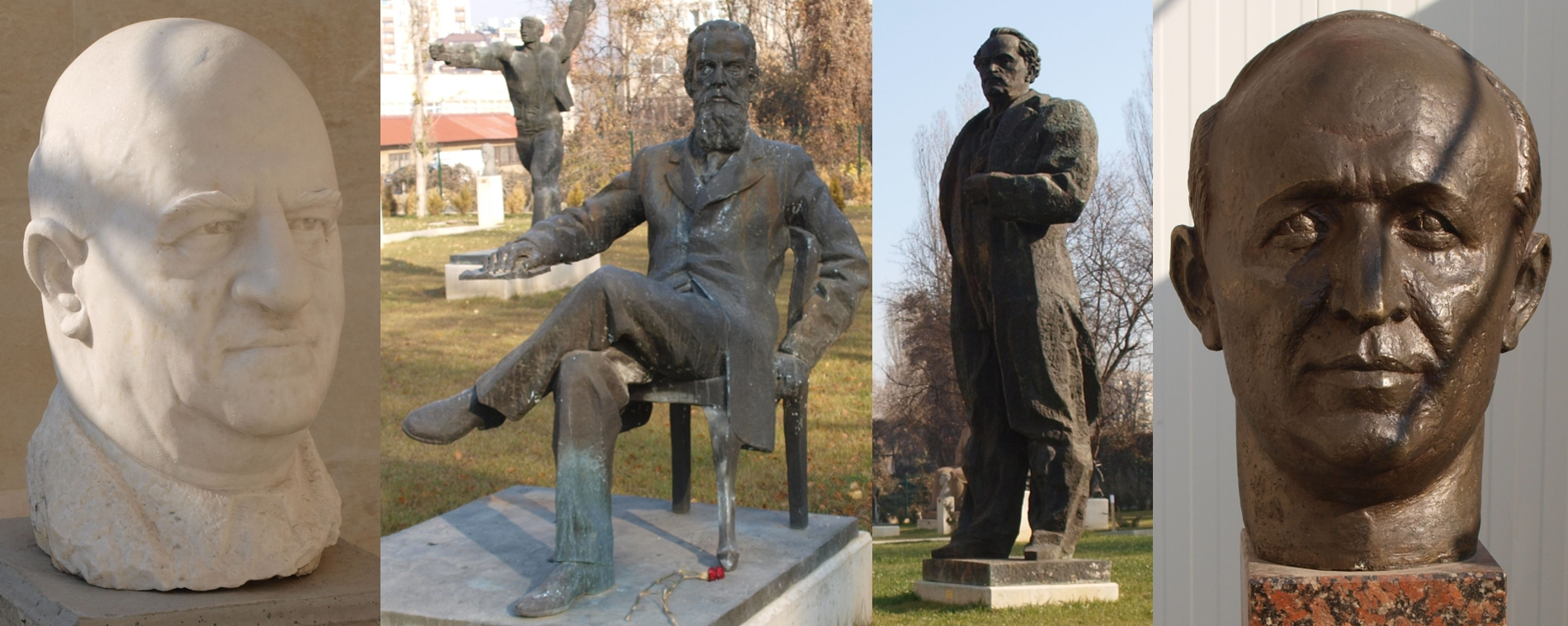
索菲亞社會主義藝術博物館的保共領導人雕像:
瓦西里·科拉羅夫、迪米塔爾·布拉戈耶夫、格奧爾基·季米特洛夫和托多爾·日夫科夫

- 迪米塔爾·布拉戈耶夫（1903年—1924年）
- 瓦西里·科拉羅夫（1924年—1933年）
- 格奧爾基·季米特洛夫（1933年—1949年）
- 維爾科·契爾文科夫（1949年—1954年）
- 托多爾·日夫科夫（1954年—1989年）
- 彼得·姆拉德诺夫（1989年—1990年）
- 亞歷山大·利洛夫（1990年）

### 保加利亞共產黨總書記（1946年—1990年）
| 總書記 | 總書記 | 總書記                                                | 任期           | 任期           | 任期      | 備註                                                           |
| 任次   | 肖像   | 姓名 （在世时间）                                     | 到任           | 離任           | 在任時間  | 備註                                                           |
| ------ | ------ | ----------------------------------------------------- | -------------- | -------------- | --------- | -------------------------------------------------------------- |
| 1      |        | 格奧爾基·季米特洛夫 Георги Димитров （1882年—1949年） | 1946年12月     | 1949年7月      | 2年7个月  | 部长会议主席（1946年—1949年）                                  |
| 2      |        | 維爾科·契爾文科夫 Вълко Червенков （1900年—1980年）   | 1949年7月2日   | 1954年3月4日   | 4年245天  | 部长会议主席（1950年—1956年）                                  |
| 3      |        | 托多爾·日夫科夫 Тодор Живков （1911年—1998年）        | 1954年3月4日   | 1989年11月10日 | 35年251天 | 部长会议主席（1962年—1971年）、國務委員會主席（1971年—1989年） |
| 4      |        | 彼得·姆拉德諾夫 Петър Младенов （1936年—2000年）      | 1989年11月10日 | 1990年2月2日   | 84天      | 國務委員會主席（1989年—1990年）                                |

## 中央政治局

### 八大（1962年11月）
- 委员：
- 候补委员：

### 九大（1966年11月）
- 委员：
- 候补委员：

### 十大（1971年4月）
- 委员：
- 候补委员：

### 十一大（1976年4月）
- 委员：亚历山大·利洛夫、格里沙·菲利波夫、Иван Михайлов、彭乔·库巴丁斯基、斯坦科·托多罗夫、Тано Цолов、托多尔·日夫科夫、Цола Драгойчева
- 候补委员：

### 十二大（1981年4月）
- 委员：格里沙·菲利波夫、多勃里·朱罗夫、Огнян Дойнов、彭乔·库巴丁斯基、佩特尔·姆拉德诺夫、斯坦科·托多罗夫、托多尔·日夫科夫、Тодор Божинов
- 候补委员：

### 十三大（1986年4月）
- 委员：格奥尔基·阿塔纳索夫、多勃里·朱罗夫、约尔旦·约托夫  、彭乔·库巴丁斯基、佩特尔·姆拉德诺夫、格里沙·菲利波夫、斯坦科·托多罗夫（1988.7.19）、丘多米尔·亚历山德罗夫（1988.7.19）
- 候补委员：安德烈·卢卡诺夫

## 中央书记处

### 一大
- 总书记：
- 书记：

### 二大
- 总书记：
- 书记：

### 三大
- 总书记：
- 书记：

### 四大（1945年3月）
- 总书记：格奥尔基·季米特洛夫
- 书记：

1950年1月23日
- 总书记：维尔科·契尔文科夫

### 五大（1948年12月）
- 总书记：格奥尔基·季米特洛夫
- 书记：

### 六大（1954年3月）
- 第一书记：托多尔·日夫科夫
- 书记：

### 七大（1958年6月）
- 第一书记：托多尔·日夫科夫
- 书记：

### 八大（1962年11月）
- 第一书记：托多尔·日夫科夫
- 书记：

### 九大（1966年11月）
- 第一书记：托多尔·日夫科夫
- 书记：

### 十大（1971年4月）
- 第一书记：托多尔·日夫科夫
- 书记：

### 十一大（1976年4月）
- 第一书记：托多尔·日夫科夫
- 书记：

### 十二大（1981年4月）
- 总书记：托多尔·日夫科夫
- 书记：Огнян Дойнов、迪米特尔·斯塔尼舍夫、格奥尔基·阿塔纳索夫、Стоян Михайлов、米尔科·巴列夫、瓦西尔·查诺夫

### 十三大（1986年4月）
- 总书记：托多尔·日夫科夫
- 书记：约尔旦·约托夫、迪米特尔·斯塔尼舍夫、埃米尔·赫里斯托夫、瓦西尔·查诺夫、Стоян Михайлов（1988.7.19）、丘多米尔·亚历山德罗夫（1988.7.19）、米尔科·巴列夫（1989.11.10）、Кирил Зарев（1989.11.10）、格里沙·菲利波夫（1989.11.10）、迪米特尔·斯托扬诺夫（1988.12.13）

1989年11月10日
- 总书记：佩特尔·姆拉德诺夫
- 书记：安德烈·卢卡诺夫（1989.11.16）、Начо Папазов（1989.11.16）、Продан Стоянов（1989.11.16）